# Blommersia variabilis
A Blommersia variabilis a kétéltűek (Amphibia) osztályába, a békák (Anura) rendjébe és az aranybékafélék (Mantellidae) családjába tartozó faj.

## Előfordulása
Madagaszkár endemikus faja. A sziget északkeleti részén Maroantsetra, Voloina, Ambodivoahangy és Ambohinantely környékén honos.

## Természetvédelmi helyzete
A vörös lista a nem veszélyeztetett fajok között tartja nyilván.